# Комсомол
Свесавезни лењински комунистички савез омладине (рус. Всесоюзный Ленинский Коммунисти́ческий сою́з молодёжи (ВЛКСМ))послушајтеⓘ, познатији по скраћеници Комсомол (рус. Комсомо́л, а што долази од речи Ком(унистически) Со(јуз) Мол(одјожи), представљао је подмладак Комунистичке партије Совјетског Савеза.
Настао је 1918. године као Руски комунистички савез омладине односно подмладак Руске комунистичке партије (бољшевика), да би након стварања СССР-а постао савезна организација. Комсомол, с обзиром да је био под чврстом паском КПСС, углавном није играо важну улогу нити имао утицаја на политичка збивања у СССР-у, али је Партији служио као извор кадрова. Међу њима се највише истицао Јуриј Андропов, који је каријеру започео као руководилац Комсомола у Карелији.
Комсомол је на значају добио тек 1980-их, када је преко њега Михаил Горбачов покушао да додатно подстакне реформе гласности и перестројке. Комсомол је, међутим, као и Партија, тада већ био компромитован; његово вођство је уместо спашавања режима било више заинтересовано за транзицију, а 1991. је на XXI конгресу Комсомол формално распуштен. Његово службено гласило Комсомолска правда, међутим, дан-данас постоји као један од најпопуларнијих руских таблоида.

## Први секретари Централног комитета Комсомола
- Јефим Цетлин (1918–1919)
- Оскар Ривкин (1918–1921)
- Абрамович Шацкин (1921–1922)
- Пјотр Смородин (1922–1924)
- Николас Чаплин (1924–1928)
- Александар Милчаков (1928–1929)
- Александар Косарев (1929–1938)
- Николај Михајлов (1938–1952)
- Александар Шелепин (1952–1958)
- Владимир Семичастни (1958–1959)
- Сергеј Павлов (1959–1968)
- Јевгениј Тјажељников (1968–1977)
- Борис Пастухов (1977–1982)
- Виктор Максимович (1982–1986)
- Виктор Мироненко (1986–1990)
- Владимир Зјукин (1990–1991)